# Castel de Feira
Castel de Feira è un antico castello situato a Santa Maria da Feira, nel Distretto di Aveiro, in Portogallo.

## Storia
Castel de Feira nacque nei primi anni dell'XI secolo, quando non esisteva ancora uno stato portoghese, sulle rovine di un antico castrum romano. Nacque per presidiare la piccola cittadina di Santa Maria da Feira, al tempo importante scalo commerciale. Nel XIII secolo, il castello fu donato alla nobile famiglia dei Péreira, che contribuirono notevolmente a dare al castello l'odierna forma. Dopo la morte di Ferdinando Péreira, il castello andò al nuovo stato portoghese, perché Péreira non ebbe figli e, quindi, futuri eredi.